# Molineria gracilis
Molineria gracilis là một loài thực vật có hoa trong họ Hypoxidaceae. Loài này được Kurz mô tả khoa học đầu tiên năm 1869.